# Lurai Nemzeti Park
A Lurai Nemzeti Park (albán nyelven Parku Kombëtar i Lurës) nemzeti park Albánia északkeleti részén, Dibra megye területén. 1966-ban hozták létre, 1280 hektáron terül el a Lurai-hegység legmagasabb csúcsától, a 2119 m magas Kunora e Lurëstól keletre. A park híres a benne található tizenkét tengerszemről (Lurai-tavak) és élővilágáról, mely egész évben vonzza a látogatókat.

## Története
Gjergj Fishta albán költő szerint „aki nem látta Lurát, az nem látta Albániát”, Edith Durham utazó pedig azt írta, hogy „Mikor felértem a Lurai-hágóra, gyönyörű rétet láttam, amilyet sehol nem láttam még a Balkánon”. Szépségének köszönhetően az albán kormány 1966-ban nemzeti parkká nyilvánította a területet. A kommunizmus bukása után azonban az 1990-es években és a 21. század első évtizedében a területet súlyosan érintette az illegális fakitermelés és az erdőtüzek; a becslések szerint a park területének akár 50%-a is elpusztulhatott. 2014-ben az albán kormány nagy vitákat kiváltó rehabilitációs kampányba kezdett, melynek részeként erdősítéseket, útjavításokat végeztek és új információs táblákat helyeztek ki. Egyes helyiek ezeket a törekvéseket felszínesnek nevezték. Eközben civil szervezetek azzal próbálják új életre kelteni a parkot, hogy fákat ültetnek és eltávolítják a szemetet a tavak körül, melyek némelyike már kezd kiszáradni. A természet is kezdi leküzdeni a problémákat, és a fák magvai természetes úton is terjednek a park különböző részein.
A park közelében, Fushë-Lurában két, családi tulajdonban álló szállodában és számos vendégházban lehet megszállni.

## Földrajza

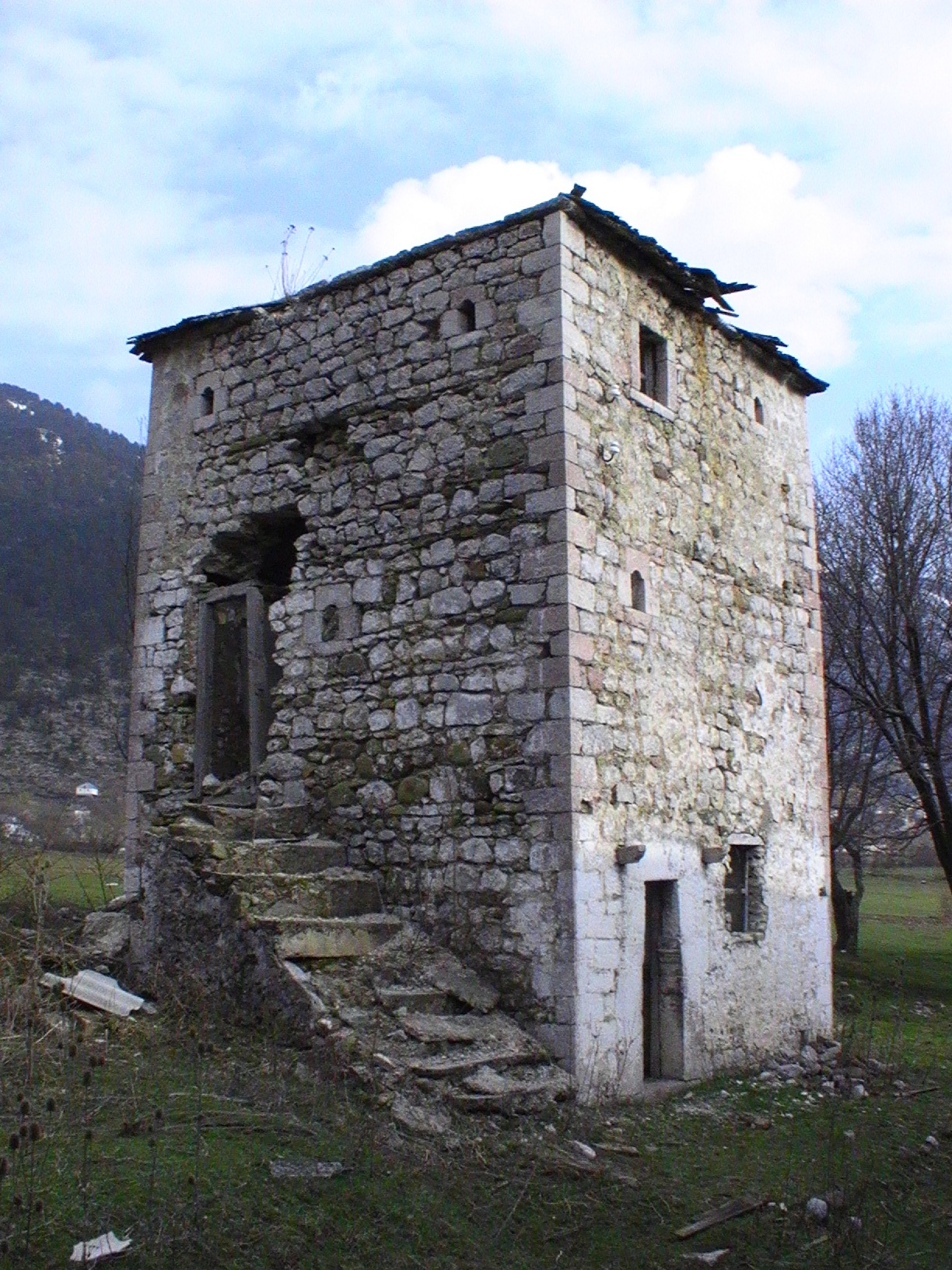
Kulla, erődített toronyház Lurában

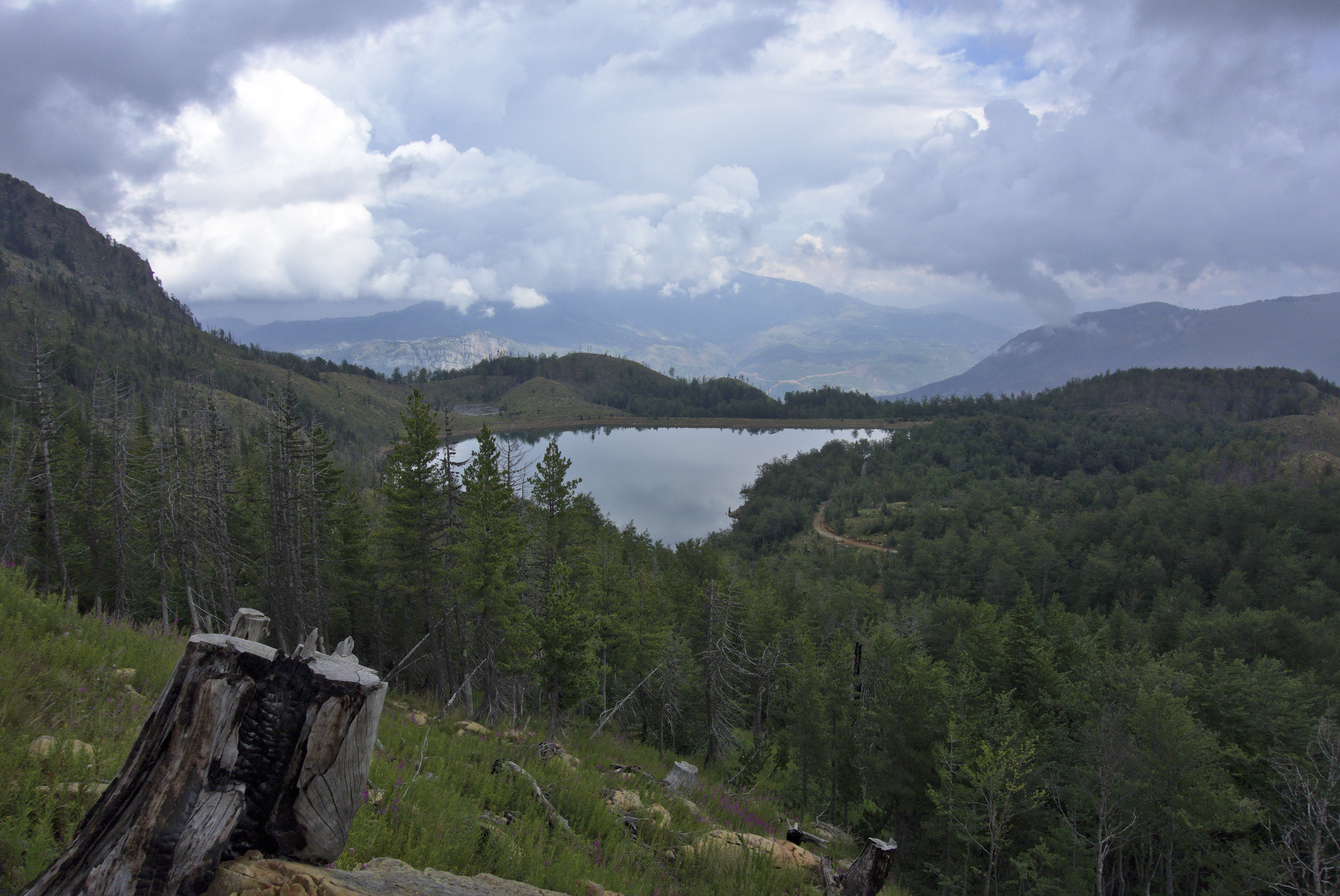
A lurai Nagy-tó

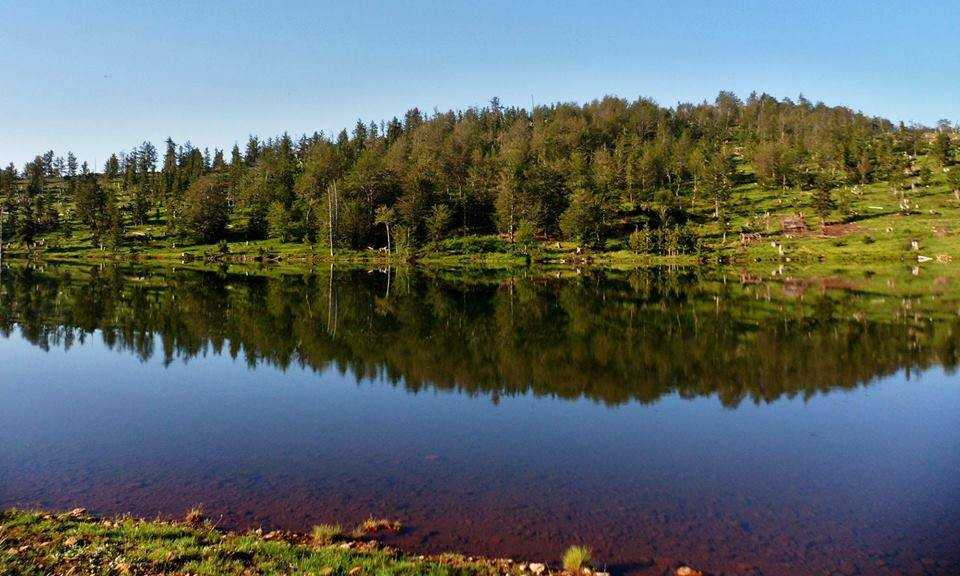
Tavi panoráma és részleges erdőirtás

A Lurai Nemzeti Park a Lurai-hegység keleti lejtőin fekszik. Peshkopia városa a parktól kb. 25 kilométerrel keletre fekszik, Fushë-Lura és Sina e Epërme falbak pedig a közelben találhatóak. A szépségéről híres nemzeti parkban számos ritka állatfaj megtalálható. A parkban tizenkét gleccsertó található, melyek a Würm-glaciális idején alakultak ki, és összfelületük 100 hektár. A tavak 1200–1500 m magasan fekszenek. Nyáron a Virágok tavát hatalmas fehér vízililiomok lepik el, amelytől a tó felülete virágzó kertnek tűnik. A vízben pettyes gőte és búbos gőte él. Télen a befagyott tavak a parkon átvezető sífutópálya részét alkotják.
A főbb tavak neve:
- Nagy-tó (Liqeni i Madhë), 32 hektár;
- Fenyők tava (Liqeni i Pishave), 13 hektár;
- Fekete-tó (Liqeni i Zi), 8 hektár;
- Virágok tava (Liqeni i Luleve), 4 hektár
- Száraz-tó (Liqeni i Thatë), 2,5 hektár
- Hoti-tó (Liqeni i Hotit), 2 hektár
- Tehenek tava (Liqeni i Lopëve), 1,5 hektár

## Élővilága
A parkban a legelterjedtebb fafajta a bükkfa, amely 900–1000 métertől 1900–2000 méteres magasságig található meg. A feketefenyő 1600–1700 méteren gyakran előfordul, a vörösfenyő pedig 1700–2000 méteren található meg a sziklás lejtőkön. Az erdőségekben megél a ritka európai barna medve, az eurázsiai hiúz, a farkas, a nyuszt, az európai őz és a siketfajd.
A park déli részén színes virágokkal teli rét és tűlevelű fák találhatóak, ez Kancák rétje néven ismert. A park számos lehetőséget nyújt ökoturizmusra, téli sportokra, műlovaglásra, lovaglásra és más tevékenységekre.

## Fordítás
- Ez a szócikk részben vagy egészben  a   Lurë National Park című angol Wikipédia-szócikk ezen változatának fordításán alapul.  Az eredeti cikk szerkesztőit annak laptörténete sorolja fel. Ez a jelzés csupán a megfogalmazás eredetét és a szerzői jogokat jelzi, nem szolgál a cikkben szereplő információk forrásmegjelöléseként.

## Külső hivatkozások
- Lura National Park information on Gillian Gloyer's Albania Travel Guide
- Travel Blog on a Visit to LNP in 2011
- Alpjon Albania 7 Lakes Guided Tour
- Lura National Park Deforestation Timeline (albán)

### Az 1990-es évek előtt
- Lura before the destruction of the 90s Video
- Picture of Lura Lakes prior to the 1990s - 1
- Picture of Lura Lakes prior to the 1990s - 2
- Picture of Lura Lakes prior to the 1990s - 3
- Postcard of Lura - 1
- Postcard of Lura - 2
- Postcard of Lura - 3
- Postcard of Lura - 4

## Bibliográfia
- Hanbury-Tenison, Robin. 2009. Land of Eagles: Riding Through Europe's Forgotten Country. Through Lura National Park
- Elsie, Robert. 2015. The Tribes of Albania: History, Society and Culture. The Tribe of Lura